# Platycheirus podagrata
Platycheirus podagrata är en tvåvingeart som först beskrevs av Zetterstedt 1838.  Platycheirus podagrata ingår i släktet fotblomflugor, och familjen blomflugor. Inga underarter finns listade i Catalogue of Life.